# Agra
Agra este un oraș în statul Uttar Pradesh, India, situat pe malurile râului Yamuna.
Între anii 1527 și 1658, a fost capitala Imperiului Mogul.
Orașul este cunoscut pentru monumentele sale arhitectonice din secolele al XVI-lea și al XVII-lea, printre care Palatul Roșu și mai ales mausoleul Taj Mahal.

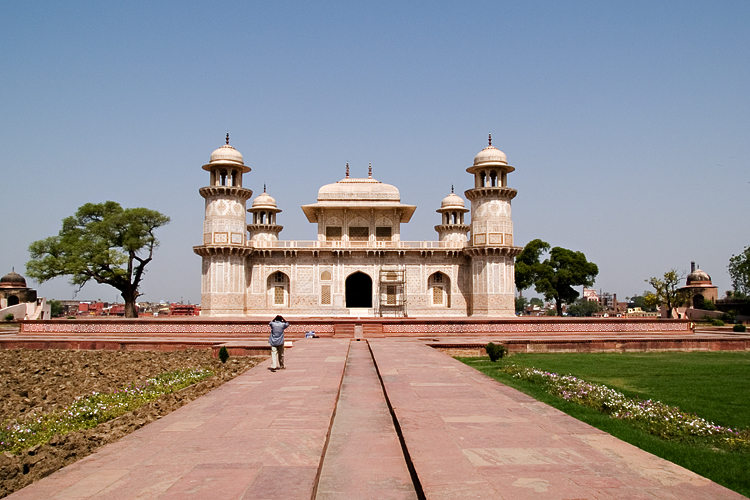
Itimat-ud-Daul

## Personalități născute aici
- Amritlal Nagar (1916 - 19900, scriitor.